# Корнев, Леонид Семёнович
Леонид Семёнович Корнев (1915—1944) — Гвардии старший лейтенант Рабоче-крестьянской Красной Армии, участник Великой Отечественной войны, Герой Советского Союза (1945).

## Биография
Леонид Корнев родился в 1915 году в деревне Спас-Слобода (ныне — в черте Полоцка). Окончил неполную среднюю школу, после чего работал слесарем, вагонным смотрителем, инструктором буксо-смазочного хозяйства на станции «Полоцк». В начале Великой Отечественной войны занимался эвакуацией оборудования в тыл. В марте 1942 года Корнев был призван на службу в Рабоче-крестьянскую Красную Армию. С того же времени — на фронтах Великой Отечественной войны. В августе 1942 года Корнев получил ранение. В 1943 году он окончил пехотное училище.
К сентябрю 1944 года гвардии старший лейтенант Леонид Корнев был заместителем по политической части командира 130-го гвардейского стрелкового полка (44-й гвардейской стрелковой дивизии, 105-го стрелкового корпуса, 65-й армии, 1-го Белорусского фронта). Отличился во время освобождения Польши. 5 сентября 1944 года передовая группа переправилась через Нарев в районе деревни Карневе в 10 километрах к северу от Сероцка и захватила плацдарм на западном берегу реки. Группа успешно проделала проходы в минных полях и проволочных заграждениях, отразила немецкие контратаки, успешно удержав занятые позиции. 20 октября 1944 года Корнев получил тяжёлое ранение, был отправлен в медсанбат, но в тот же день скончался. Похоронен в братской могиле у села Ставинога Пултуского повята Мазовецкого воеводства Польши.

## Награды
Указом Президиума Верховного Совета СССР от 24 марта 1945 года за «мужество и героизм, проявленные при форсировании реки Нарев», гвардии старший лейтенант Леонид Корнев посмертно был удостоен высокого звания Героя Советского Союза. Также был награждён орденами Ленина и Красной Звезды.